# فیلیپ جیسون
فیلیپ جیسون (انگلیسی: Seo Jae-pil) سیاستمدار، انقلابی، فمینیست امریکایی کره‌ای تبار بود. او همچنین از فعالان حقوق شهروندی محسوب می‌شد.